# Конституция Либерии
Конститу́ция Либе́рии — высший закон страны. В современной редакции принят в 1984 году на референдуме. Вступил в силу в 1986 году.

## История

### Первая Конституция 1847 года
Первая Конституция Либерии была принята 26 июля 1847 года. Согласно Конституции Либерия провозглашалась «свободным, суверенным и независимым государством под названием Республика Либерия». Первый президент страны Джозеф Дженкинс Робертс не скрывал, что имело место стремление особо подчеркнуть суверенитет Либерии, ввиду того, что Великобритания расценивала Либерийский союз и покровительствовавшее ему Американское колонизационное общество только в качестве частных организаций. Как следствие, Либерия, не являясь до 1847 года де-юре независимым государством, не могла собирать таможенные пошлины и налоговые сборы с лиц, пересекавших границу с соседней Сьерра-Леоне, принадлежавшей Великобритании. Независимость была провозглашена после соответствующих консультаций с Американским колониальным обществом и правительством США, одобрившими данную идею. 
Согласно Конституции, в Либерии провозглашалось разделение властей на три ветви: исполнительную, законодательную и судебную. Главой исполнительной власти назначался президент, избираемый путём голосования. Голосовать имели право лица, обладавшие недвижимостью (англ. Landowner) не менее 2 лет. Законодательную власть возглавлял парламент, состоявший из двух палат: верхней и нижней. Судебную систему возглавлял Верховный суд.
Президент Либерии первоначально избирался на двухлетний срок, который в 1907 году был увеличен до четырёх лет. В соответствии с тем же изменением конституции президент мог избираться неограниченное количество раз на четырёхлетний срок. Оговорка о запрещении одному и тому же человеку занимать пост президента два срока подряд была принята в 1934 году одновременно с увеличением срока президентства до восьми лет. В 1951 году ограничение на избрание было убрано с условием, что последующий срок для переизбранного президента составит четыре года.
В целом, первая конституция имела ряд схожих черт с американской. В её составлении ведущая роль принадлежала американскому юристу и профессору Саймону Гринлифу.

### Переворот 1980 года и принятие новой Конституции
12 апреля 1980 года президент Уильям Толберт был свергнут группой солдат, возглавляемой Сэмюэлом Доу. Действие конституции было приостановлено, власть перешла к Доу и Комитету национального спасения. При Доу была принята новая редакция Конституции, работающая до сих пор. 
Конституция была создана в 1983 году и одобрена Конституционным Консультативным Советом. Была поддержана на референдуме 1984 года и вступила в силу в 1986 году.

## Современная Конституция Либерии

### Президент
Согласно Конституции, главой государства является президент. Однако, в отличие от предыдущей редакции от 1847 года, он не может избираться более двух раз. При этом срок полномочий сократился с 8 до 6 лет. Существенно повышен имущественный ценз по сравнению с первой редакцией. Глава государства обладает иммунитетом, однако может преследоваться по суду после окончания своих полномочий. В случае, если Президент не может по каким-либо причинам исполнять свои властные полномочия, исполняющим обязанности главы государства становится вице-президент. 

### Законодательная власть
Высшим законодательным органом в Либерии является двухпалатный парламент. В своём устройстве он имеет сходство с американским конгрессом.

### Судебная власть
Высшим судебным органом является Верховный суд, насчитывающий 5 членов. Существует ряд требований к лицам, могущим в дальнейшем стать членами Верховного суда.